# 이규석 (가수)
이규석(1964년 1월 15일 ~ )은 대한민국의 가수이다.

## 생애
1964년 전라남도 영광군에서 2남 2녀 중 첫째로 출생하여, 1987년 MBC 대학가요제에서 블루드래곤의 멤버로 출전하여 〈객석〉이라는 노래로 동상을 수상했다. 그 후 KBS 젊음의 행진에서 통크나이의 일원으로 활동하다가, 1989년 《기차와 소나무》를 발표하고 가요계에 정식으로 데뷔했는데 이루가 부른 《까만 안경》은 당초 본인(이규석)뿐 아니라 개그맨 박명수가 부를 뻔 했다.
한편, 2002년 15세 연하의 아내와 이혼을 했으며 2006년 14세 연하의 아내와 재혼했으나 2년 뒤 또다시 이혼했는데 두 번째 결혼식 주례를 본인의 학교(중앙대) 선배인 개그맨 김병조가 맡았다.

## 학력
- 한성초등학교 졸업
- 한성중학교 졸업
- 한성고등학교 졸업
- 중앙대학교 문헌정보학과 학사 졸업

## 음반 활동
- 1집 《기차와 소나무/언제나 버릇처럼》(1989년)

| #  | 제목                 | 작사   | 작곡   | 재생 시간 |
| -- | -------------------- | ------ | ------ | --------- |
| 1. | 〈기차와 소나무〉    | 이규석 | 이규석 | 3:50      |
| 2. | 〈이제 헤어짐 없이〉 | 이규석 | 이규석 | 5:08      |
| 3. | 〈나의 노래〉        | 이규석 | 이규석 | 4:52      |
| 4. | 〈아름다운 노래를〉  | 이규석 | 이규석 | 3:47      |
| 5. | 〈영혼이 느낄 때〉   | 김기표 | 김기표 | 5:07      |

| #  | 제목                | 작사   | 작곡   | 재생 시간 |
| -- | ------------------- | ------ | ------ | --------- |
| 1. | 〈언제나 버릇처럼〉 | 이규석 | 이규석 | 5:44      |
| 2. | 〈나만의 그대여〉   | 이규석 | 이규석 | 4:13      |
| 3. | 〈나의 길〉         | 이규석 | 이규석 | 5:12      |
| 4. | 〈잃어버린 시〉     | 이요섭 | 김기표 | 3:43      |
| 5. | 〈새벽 열차〉       | 김기표 | 김기표 | 3:27      |

- 2집 《사랑을 찾아서/안개속에 사라져 가네/사랑의 향기》(1990년)

| #  | 제목                      | 작사   | 작곡   | 재생 시간 |
| -- | ------------------------- | ------ | ------ | --------- |
| 1. | 〈사랑을 찾아서〉         | 지근식 | 지근식 | 3:32      |
| 2. | 〈사랑하는 건〉           | 양기선 | 양기선 | 4:04      |
| 3. | 〈I Love You 그대 사랑〉  | 유영석 | 유영석 | 3:49      |
| 4. | 〈그대여 이제는〉         | 지근식 | 지근식 | 4:12      |
| 5. | 〈달라진 것 하나도 없네〉 | 정영수 | 전영록 | 3:15      |

| #  | 제목                      | 작사   | 작곡   | 재생 시간 |
| -- | ------------------------- | ------ | ------ | --------- |
| 1. | 〈안개 속에 사라져 가네〉 | 이규석 | 이규석 | 4:16      |
| 2. | 〈오직 한사람 밖에는〉    | 이규석 | 이규석 | 3:59      |
| 3. | 〈아픔으로〉              | 김순곤 | 이호준 | 3:46      |
| 4. | 〈사랑의 향기〉           | 김기표 | 김기표 | 3:47      |
| 5. | 〈안개빛 추억〉           | 이호섭 | 김명곤 | 3:09      |

- 3집 《너 없는 세상은》(1992년)

| #  | 제목                | 작사           | 작곡   | 재생 시간 |
| -- | ------------------- | -------------- | ------ | --------- |
| 1. | 〈언젠가 그래도〉   | 최재은         | 최재은 | 4:54      |
| 2. | 〈너 없는 세상은〉  | 이규석         | 신동우 | 4:50      |
| 3. | 〈너만을 기다리며〉 | 정석원         | 정석원 | 4:12      |
| 4. | 〈우울한 그대〉     | 강기호, 신동우 | 신동우 | 3:45      |
| 5. | 〈또하나의 이별〉   | 정석원         | 정석원 | 4:13      |

| #  | 제목                     | 작사   | 작곡   | 재생 시간 |
| -- | ------------------------ | ------ | ------ | --------- |
| 1. | 〈지난날의 너를 위하여〉 | 김성휘 | 신동우 | 4:50      |
| 2. | 〈슬픈 드라마〉          | 국기형 | 이규석 | 3:29      |
| 3. | 〈아주 작은 모습으로〉   | 신동우 | 신동우 | 4:20      |
| 4. | 〈햇살이 머무는 계절〉   | 김성휘 | 이규석 | 3:47      |
| 5. | 〈새벽연가〉             | 신동우 | 신동우 | 4:30      |

- 《New Single 2004》(2004년)

1. Still Loving You (3:38)
2. 울음 (With 조아라) (이루 '까만 안경' 원곡) (4:11)
3. 기차와 소나무 (2004 Ver.) (3:56)
4. Still Loving You (MR) (3:30)
5. 울음 (MR) (4:11)
6. 기차와 소나무 (2004 Ver.) (MR) (3:56)

- 《생각이 난다 (EP)》(2011년)

1. 생각이 난다 (3:34)
2. 행복 (3:11)
3. 까만 안경 (울음 2004) (4:11)
4. Still Loving You (Rock Ver.) (3:30)
5. 생각이 난다 (Another Ver.) (3:40)
6. Still Loving You (Dance Ver.) (3:38)
7. 생각이 난다 (MR) (3:34)
8. 행복 (MR) (3:09)

## 방송 활동
- 1989년 KBS 《젊음의 행진》 - MC
- 1990년 KBS 《TV 손자병법》 - 황충 역
- 1990년 MBC 《파란 마음 하얀 마음》- MC
- MBC 표준FM 《우리는 하이틴》 - DJ
- 2004년 iTV iFM 《이규석의 유쾌한 오후4시》 - DJ
- 2004년 iTV iFM 《이규석, 선우경의 유쾌한 오후4시》 - DJ
- 2015년 wbs 《노래 하나 추억 둘》 - DJ